# Maciej Bilicer
Maciej Bilicer (ur. 22 grudnia 1550 w Prudniku, zm. 1616 tamże) – śląski szlachcic z rodu Bilicerów, burmistrz Prudnika.

## Życiorys

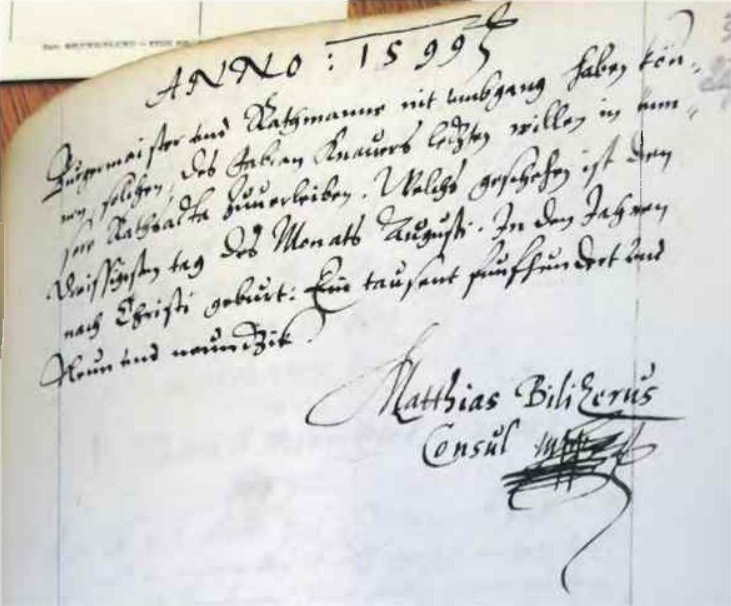
Zapis Macieja Bilicera z 1599 roku w Księdze Miejskiej Prudnika

Był synem właściciela ziemskiego w Prudniku Macieja Bilicera i jego żony Jadwigi Wilde.
W połowie XVI wieku Bilicer był szanowanym prudnickim mieszczaninem. Wkroczył na scenę polityczną na przełomie XVI i XVII wieku. Piastował w Prudniku szereg funkcji publicznych. Był rektorem miejscowej szkoły, od 1581 podpisywał księgę miejską, przed 1587 został municypalnym pisarzem popieranym przez starostę księstwa opolsko-raciborskiego Jana Prószkowskiego, w 1598 założył księgę wieczystą dla pobliskiej Jasiony, a w latach 1599–1615 był burmistrzem miasta.
Historyk regionalny Jan Piotr Chrząszcz w swojej pracy na temat historii Prudnika, charakteryzując Macieja Bilicera podał, że był to: „(...) uczony w prawie człowiek, który następnie przez wiele lat piastował urząd burmistrza”. Innym razem opisał go jako „(...) porządnego człowieka, duszę całego zarządu miejskiego”.
Z uwagi na podeszły wiek, Bilicer chciał zrezygnować z funkcji burmistrza Prudnika, jednak władze zwierzchnie konsekwentnie nie wyrażały na to zgody. Kamera Śląska, zajmując stanowisko w sprawie jego prośby z 1614, stwierdziła, że „(...) chociaż już zeszłego roku zabiegał (...) o zwolnienie z urzędu i dzisiajtakże nalega, to ze względu na jego wierną służbę, która przyczyniła się do rozkwitu miasta i za co otrzymał przed kilku laty roczną rekompensatę i prowizję, do końca życia powinien on (...) na swoim urzędzie pozostać”.
W 1607 został podniesiony przez cesarza Rudolfa II Habsburga do stanu szlacheckiego.
Bilicer został oskarżony przez mieszkańców Prudnika o niegospodarność finansową i poczynienie zbytnich wydatków przy budowie kościoła i szkoły. Przeciwko niemu w 1616 wystąpił nawet jego krewny, pisarz miejski Piotr Bilicer, który według historyka Augustina Weltzela, „mógł się w znacznym stopniu przyczynić do powstałych niesnasek”.
Maciej Bilicer zmarł w 1616 roku. Wraz z żoną Rosiną Heinrich miał pięcioro dzieci: Macieja (książęcy brandenburski radca i kanclerz), Adama, Fryderyka, Krzysztofa (nadworny medyk księcia Hohenzollerna) i Krystynę.